# Stéphane Cadé
Stéphane Cadé est un auteur-compositeur-interprète français né le 3 février 1972. 

## Biographie
Stéphane Cadé commence par faire des concerts avec des amis parisiens tels que La Rue Kétanou, Dikès ou Loïc Lantoine. Il se produit plusieurs années au cabaret parisien Le Limonaire.
Selon Fred Hidalgo, sur son site, « Il a cosigné des chansons avec Allain Leprest, Florent Marchet, Florent Vintrigner, ou Suzy Firth. Auteur-compositeur, ses chansons ont été interprétées par Bernard Joyet, Dikès ». En 2011, Allain Leprest indique : « je suis sacrément attentif, sacrément jaloux des fois, de cette jalousie qui motive quand on écoute une chanson superbe d’un ami, d’un collègue. Des chansons de Stéphane Cadé, par exemple, qui m’émeuvent formidablement. Il est d’une génération qui a encore du mal terrible à s’imposer, qui est d’une telle richesse pourtant ».
Stéphane Cadé est l'auteur-compositeur-interprète de six albums ; le premier en 2003 et le dernier  Âme rebelle en 2023.
Il autopublie en 2022 le premier tome de la trilogie La nuit dans les collines : le roman Papoche, l'histoire d'un sourcier et de sa petite-fille Zaza, dans le Vaucluse, autour du Mont Ventoux. Le deuxième tome Zazette paraît la même année.

## Discographie

### Voix Off(2003)
L’album Voix Off est arrangé par Nicolas Charmel et vient clore plusieurs années de concerts. Selon Anne-Marie Paquotte de Télérama, « l'écriture est mordante, puissante, soulignée par des musiciens tempétueux ». L'album est diffusé sur de nombreuses radios, dont France Inter,.

### Série Rose(2006)
Série Rose est réalisé par Sylvain Moser, alias SMOS (Birdy Nam Nam). Valérie Lehoux souligne dans Télérama la « transmutation »  qui s’est opérée depuis le premier album, avec des mots « osés parfois, incisifs souvent » en dépit selon elle, d'un « manque de relief et [d'une] crudité verbale parfois un peu vaine ». Selon Michel Trihoreau, dans Chorus, « le quotidien [y] est traité comme une aventure fabuleuse, avec des mots précis, rigoureux et fous ».  

### Cityrama(2009)
Les chansons de Cityrama sont inspirées des villes traversées par Stéphane Cadé, lors de ses tournées solo ou en première partie de La Rue Ketanou. Selon Fred Hidalgo sur son site, elles sont « une sorte de carnet de voyage » : Charleville-Mézières, Strasbourg, Metz, Mulhouse, Nancy... mais aussi Neuilly, ou même Taiwan. Le magazine Longueur d'Ondes, par la plume d'Alain Birmann, voit dans Cityrama « le diaporama d’une France multiple, émouvante et chaleureuse », ou encore « un  road-movie aussi drôle que sentimental, [qui] se laisse apprivoiser avec un plaisir certain ». Dans Francofans, Stéphanie Berrebi évoque « des textes de toute beauté, où le sentiment de mélancolie se mêle à un humour noir de toute élégance ». 

### Rêve + Rêve = Réalité(2016)
Rêve + Rêve = Réalité est arrangé et réalisé par Stéphane Détrez, entre la France et la Norvège. La chanson éponyme du disque est composée à Marx Dormoy, près de la Porte de la Chapelle, où Stéphane Cadé a passé 10 ans. La chanson Maxdo également, qui décrit l'atmosphère particulière du quartier. Agnès Bihl accepte l’invitation de Stéphane Cadé pour un duo amical et rétro sur Le croissant. Pour Michel Kemper de NosEnchanteurs, les chansons de Rêve + Rêve = Réalité « impriment aussi sûrement la rétine que l’ouïe » et font de cet album « un relatif ovni, séduisant de bout en bout ».

### Pas ce que tu crois(2020)
Pas ce que tu crois sort en 2020, arrangé et réalisé par Stéphane Détrez. Sur Nos Enchanteurs, Michel Trihoreau écrit « L’écriture est un régal pour l’oreille et pour l’esprit. Stéphane Cadé est une des plus belles plumes de la chanson actuelle ». David Desreumaux écrit dans la revue Hexagone : « Cadé est un styliste. Ils sont rares en chanson à maîtriser cet art du détail, à miser sur l’économie verbale, à faire de la concision une règle d’or, à mettre l’image au cœur d’un propos sensible... il n’en faut pas davantage à Stéphane Cadé pour convaincre haut la main... ».  Enfin, Alain Birmann, dans Longueur d’Ondes écrit : « Jamais parvenu à un tel niveau mélodique, l’auteur-compositeur affiche désormais une belle maturité artistique. » 

### Âme rebelle(2023)
Le sixième album, Âme rebelle, paraît en 2023, avec des « chansons douces amères » selon le site Nos enchanteurs.

## Parolier
Stéphane Cadé signe les paroles de trois chansons sur le premier disque du chanteur franco-algérien Yahia Dikès.

## Publications
- Trilogie La nuit dans les collines[5], autopublication

1. Papoche[6], 2022
2. Zazette, 2022